# Bonattite
La bonattite è un minerale. Deriva il suo nome da quello del geologo italiano Stefano Bonatti.